# Oncocnemis colorado
Oncocnemis colorado är en fjärilsart som beskrevs av Smith 1893. Oncocnemis colorado ingår i släktet Oncocnemis och familjen nattflyn. Inga underarter finns listade i Catalogue of Life.